# Jelena Bovinová
Jelena Olegovna Bovinová rus.: Елена Олеговна Бовина (* 22. ledna 1983 v Moskva, Rusko tehdy Sovětský svaz) je současná ruská profesionální tenistka. Během své kariéry vyhrála dosud 3 turnaje WTA ve dvouhře a 5 turnajů ve čtyřhře.

## Finálové účasti na Grand Slamu

### Smíšená čtyřhra

#### Vítězka (1)
| Rok  | Turnaj          | Partner        | Soupeři ve finále                | Výsledek  |
| 2004 | Australian Open | Nenad Zimonjić | Martina Navrátilová Leander Paes | 6–1, 7–63 |

#### Prohra (1)
| Rok  | Turnaj      | Partner      | Soupeři ve finále         | Výsledek |
| 2002 | French Open | Mark Knowles | Cara Blacková Wayne Black | 6–3, 6–3 |

## Finálové účasti na turnajích WTA (14)

### Dvouhra - výhry (3)
| Č. | Datum           | Turnaj          | Povrch | Soupeřka ve finále         | Výsledek      |
| 1. | 12. květen 2002 | Varšava, Polsko | antuka | Henrieta Nagyová           | 6-3, 6-1      |
| 2. | 22. září 2002   | Quebec, Kanada  | tvrdý  | Marie-Gayanay Mikaelianová | 6-3, 6-4      |
| 3. | 28. srpen 2004  | New Haven, USA  | tvrdý  | Nathalie Dechyová          | 6-2, 2-6, 7-5 |

### Dvouhra - prohry (3)
| Č. | Datum          | Turnaj               | Povrch | Vítězka            | Výsledek      |
| 1. | 15. duben 2001 | Estoril, Portugalsko | antuka | Angeles Montoliová | 3-6, 6-3, 6-2 |
| 2. | 3. říjen 2004  | Hasselt, Belgie      | tvrdý  | Jelena Dementěvová | 0-6, 6-0, 6-4 |
| 3. | 31. říjen 2004 | Linz, Rakousko       | tvrdý  | Amélie Mauresmová  | 6-2, 6-0      |

### Čtyřhra - výhry (5)
| Č. | Datum          | Turnaj                 | Povrch  | Partner            | Soupeřky ve finále                         | Výsledek  |
| 1. | 21. říjen 2001 | Bratislava, Slovensko  | tvrdý   | Dája Bedáňová      | Meilen Tuová Nathalie Dechyová             | 6-3, 6-4  |
| 2. | 28. říjen 2001 | Lucemburk, Lucembursko | tvrdý   | Daniela Hantuchová | Patty Schnyderová Bianka Lamadeová         | 6-3, 6-3  |
| 3. | 14. duben 2002 | Estoril, Portugalsko   | antuka  | Zsofia Gubacsiová  | Maria Ventová-Kabchiová Barbara Rittnerová | 6-3, 6-1  |
| 4. | 20. říjen 2002 | Curych, Švýcarsko      | koberec | Justine Heninová   | Naďa Petrovová Jelena Dokićová             | 6-2, 7-62 |
| 5. | 2. únor 2003   | Tokio, Japonsko        | koberec | Rennae Stubbsová   | Lisa Raymondová Lindsay Davenportová       | 6-3, 6-4  |

### Čtyřhra - prohry (3)
| Č. | Datum          | Turnaj             | Povrch | Partner           | Vítězky                                      | Výsledek      |
| 1. | 21. duben 2002 | Budapešť, Maďarsko | antuka | Zsofia Gubacsiová | Émilie Loitová Catherine Barclayová-Reitzová | 4-6, 6-3, 6-3 |
| 2. | 5. květen 2002 | Bol, Chorvatsko    | antuka | Henrieta Nagyová  | Angelique Widjajová Tathiana Garbinová       | 7-5, 3-6, 6-4 |
| 3. | 10. srpen 2003 | Los Angeles, USA   | tvrdý  | Els Callensová    | Rennae Stubbsová Mary Pierceová              | 6-3, 6-3      |

## Fed Cup
Jelena Bovinová se zúčastnila 6 zápasů ve Fed Cupu za tým Ruska s bilancí 3-1 ve dvouhře a 2-1 ve čtyřhře.